# Вокзал Роза-Паркс
Вокзал Rosa-Parks  ·  , ранее называвшаяся Évangile из-за своего расположения рядом с улицей rue de l'Évangile и Croix de l'Évangile, является французской станцией на северо-востоке Парижа, на линии E RER, на границе 18 и 19 округов. Проект станции разрабатывался с 1990-х годов ,  а ввод в эксплуатацию состоялся 13.декабря.2015 . Он расположен рядом с Gare d'Est-Ceinture, небольшой пассажирской станцией, расположенной  на линии Petite Ceinture . Эспланада на северной стороне называется Площадью Роза-Паркс .

## Железнодорожная ситуация
Станция Rosa-Parks расположена на километровом пункте (КП) 2,490 линии Париж — Мюлуз, между действующими станциями Париж-Эст и Пантен (в сторону последней между ними находится закрытая станция Est-Ceinture). В направлении Парижа два пути, обслуживающие платформы Rosa-Parks и предназначенные для движения поездов линия E RER, уводятся под землю, чтобы через тоннель соединительного пути линии EOLE с линией Париж — Мюлуз выйти на станцию Magenta.

## История

### Проект
Проект Contrat de plan État-région 2007–2013, основанный на положениях предыдущего государственного регионального соглашения, предусматривает бюджетное ассигнование в размере 84,2 millions евро (из них 55,70 оплачивается регионом Île-de-France), с целью создания большого мультимодального узла Rosa Parks рядом с rue Gaston-Tessier, включающего будущую станцию RER E и обеспечивающего пересадку на трамваи линии Maréchaux nord и на линию T8, одновременно обслуживая крупную зону развития «Paris Nord-Est».
Запланированная станция расположена немного юго-западнее пересечения с ныне малоиспользуемой ligne de Petite Ceinture, но при её возможном возобновлении движения могла бы обеспечить пересадку.
Этот проект, оценённый в  евро по ценам 2008 года, включён в государственно-региональный контракт 2007–2013 гг. Стоимость работ распределена между регионом Иль-де-Франс (51,24 %), городом Парижем (25,68 %), государством (22,66 %) и RFF (0,42 %).
Первоначально открытие станции планировалось на 2014 год, но в досье «objectifs et caractéristiques principales» (DOCP), касающемся западного продления, указывался годовой сдвиг: « Возврат поездов на станции Évangile является неотъемлемой частью проекта продления RER E на запад. Кроме того, чтобы минимизировать неудобства от строительства, его завершение планируется к открытию станции в 2015 году. » Офтвительные подтверждения годового сдвига были даны в ходе публичных слушаний с 14 июня по 16 июля 2010 г..
Ожидаемый пассажиропоток — 85 000 voyageurs в день.

### Наименование станции
До 2011 года проект носил название gare Évangile, по названию rue de l'Évangile и прилегающего креста croix de l'Évangile. В рамках транспортного проекта близлежащая трамвайная станция получила имя Rosa Parks.  {{citation}}: Пустой шаблон цитирования (справка), — вспомнила депутат Annick Lepetit, тогдашний заместитель мэра Парижа по транспорту. Жители квартала Кюриаль, предлагая десять кандидатур, на первом месте поставили имя местного врача Бернара Тету, а сразу за ним — Rosa Parks.  {{citation}}: Пустой шаблон цитирования (справка) — пояснил кабинет мэра François Dagnaud (19-й округ). STIF утвердил этот выбор. Имя прижилось и используется в названии квартального совета Rosa-Parks/Macdonald и в названии социального центра, открытого в начале 2016 г..

### Цели
Станция преследует следующие цели:
- обеспечить транспортное обслуживание кварталов rue de l'Évangile и Porte d'Aubervilliers, ранее оставшихся без нормальных связей общим транспортом;
- создать пересадку на трамвай T3b, действующий с декабря 2012 г., и в будущем — на T8 (станция станет мультимодальным узлом);
- поддержать реализацию проекта городской реконструкции северо-востока Парижа, предусматривающего до 25 000 рабочих мест и 10 000 новых жителей[11];
- соединить кварталы Porte d'Aubervilliers и rue d'Aubervilliers/Rue Gaston-Tessier, разделённые лесами путей gare de Paris-Est и ligne de Petite Ceinture и зданием entrepôt Macdonald.

### Предусмотренные сооружения
Мультимодальный узел формируется обширным городским проходом, проходящим:
- под основным пучком путей gare de Paris-Est, расположенных примерно в 8 м над естественным уровнем земли;
- на уровне четырёх путей и сооружений ligne de Petite Ceinture, также на насыпи, но ниже путей восточной линии;
- на уровне земли — через parvis Rosa-Parks и через entrepôt Macdonald по rue Cesária-Évora и passage Susan-Sontag к boulevard Macdonald.

Этот проход ведёт к зданию вокзала под центральной платформой, обслуживающей две путевые линии RER и имеющей две тупиковые ветви для терминального оборота поездов западной ветки RER E, продлённой до 2026 года.
Между Petite Ceinture и складом Macdonald расположатся трамвайные остановки для T3b и, при продлении, T8. При этом будут предусмотрены технические решения для возможного присоединения линии T8 к путям Petite Ceinture в случае её дальнейшего продления на юго-восток.
Для снижения уровня железнодорожного шума по соседству планируется возведение двух зданий по обе стороны путей, выполняющих функции акустических экранов и защищающих, в частности, башни Cité Michelet.
В соответствии с действующими нормами все сооружения полностью доступны для маломобильных групп населения: от улицы до поезда или трамвая, с устройством лифтов между залом билетов и платформами, а также лестниц и эскалаторов.

### Сроки реализации проекта
- 1989: упоминание станции у Porte de la Villette в концепции проекта EOLE как частичного терминала западных составов;
- 1990-е: выбор места станции в квартале Évangile, испытывающем дефицит общественного транспорта и попавшем в зону градостроительных проектов;
- 1994: упоминание станции в рамках SDRIF как элемента транспортного каркаса с проектом ТСОП «La Plaine Saint-Denis élargie» (ныне T8);
- 1999 – Contrat de plan État-région: ассигнование 30,49 millions евро на проект;
- 2004–2005 – кандидатура Парижа на ОИ 2012: станция Évangile как ключевой объект восточного транспортного обслуживания;
- 2007: проект Контракта план 2007–2013: ассигнование 84,2 millions евро;
- 19 февраля – 17 марта 2007: предварительное обсуждение[13];
- 2007–2008: разработка концепции и проведение публичных слушаний;
- 2009: утверждение предварительного проекта;
- 14 июня – 16 июля 2010: enquête publique[14];
- сентябрь 2010 – апрель 2011: проектные исследования[14];
- 2011: STIF принимает решение о переименовании станции Évangile в Rosa Parks в честь швеи и символа движения за гражданские права[1];
- 9 декабря 2011: начало строительных работ[15];
- 15 – 20 января 2014: работы по устройству городского перехода на станции[4];
- 3 октября 2015: в рамках Nuit blanche 2015 коллектив sinato+ARCHIEE+Izumi Okayasu открыл для публики пешеходный тоннель станции[16];
- 13 декабря 2015: в рамках ежегодного перехода на новые расписания SNCF станция вводится в эксплуатацию. Из-за état d'urgence en France официальная церемония не проводилась; первый состав прибыл в 12 h 04 из Tournan[17];
- 6 февраля 2016: официальное открытие в присутствии премьер-министра Manuel Valls[18].

### Участники проекта
В проекте участвовали: регион Иль-де-Франс, город Париж, Синдikat транспортных предприятий Иль-де-Франса, SNCF, бывший RFF и государственные власти.

### Посещаемость
По оценкам SNCF, годовой пассажиропоток станции приведён в таблице ниже.
| Год       | 2022       | 2019      | 2018      | 2017      | 2016      |
| --------- | ---------- | --------- | --------- | --------- | --------- |
| Пассажиры | 11 987 483 | 9 038 087 | 9 029 393 | 9 065 994 | 8 923 180 |